# 田豫 (司空掾)
田 豫（でん よ、生没年不詳）は、中国三国時代の魏の司空掾。

## 事績
并州太原郡の出身。『三国志』に伝のある田豫（幽州漁陽郡出身）とは別人。
同郷の孫資の名声を妬み、宗艷・楊豊と結託して中傷を行ったが、孫資はこれに反論することも、恨みを抱くこともなかった。田豫は心服して許しを請い、婚姻関係を結ぶことを求めた。これに対し孫資は「（最初から）私には恨みの心はなく、何をもって許すというのか。貴方が私を悪く思ったのを、良く思ってくれれば良いだけです」と答え、長男の孫宏の妻に、田豫の娘を娶った。
後年、田豫は老年と病のために隠居したが、孫資からは引き続き厚遇され、田豫の息子は孫資によって孝廉に推挙された。